# Арабские ночи (фильм, 1942)
«Арабские ночи» (англ. Arabian Nights) — американский цветной приключенческий фильм 1942 года, снятый режиссёром Джоном Роулинзом по мотивам книги «Тысяча и одна ночь».

## Сюжет
Основан на известном произведении. В древней Персии молодые женщины царского гарема читают историю Шахерезады, раскрывая сюжет произведения «Тысячи и одной ночи». Благородный и великодушный Гару аль-Рашид становится халифом. У него появляется много тайных врагов, среди которых его старший брат, жестокий и неистовый Камар аль-Заман, который был рождён от рабыни из гарема и потому лишён права на престол. В Багдаде жила красивая танцовщица по имени Шахерезада. Камар влюбляется в Шахеразаду, но она отвергает его любовь. Ослеплённый любовью и жаждущий стать халифом, Камар восстаёт против своего брата Гару аль-Рашида. Камар схвачен и брошен в тюрьму и впоследствии приговорён к медленной смерти…

## В ролях
- Джон Холл — Гару аль-Рашид
- Мария Монтес — Шахерезада
- Сабу — Али Бен Али
- Лейф Эриксон — Камар аль-Заман
- Билли Гилберт — Ахмад
- Эдгар Барьер — Надан
- Ричард Лейн — капрал
- Турхан Бей — капитан стражи
- Джон Куолен — Аладдин
- Шемп Ховард — Синдбад
- Уильям (Уи Уилли) Дэвис — Валда
- Томас Гомес — Хаким
- Джени Ле Гон — костюмерша / горничная танцовщицы
- Роберт Грейк — евнух
- Чарльз Коулмэн — евнух
- Эмори Парнелл — страж гарема
- Гарри Кординг — кузнец
- Робин Рэймонд — девушка-рабыня

В титрах не указаны
- Акванетта — Ишья
- Элиз Нокс — Дуэнья, девушка-рабыня
- Сюзанн Риджуэй — девушка из гарема

## Съёмочная группа
- Режиссёр: Джон Роулинз
- Продюсер: Уолтер Уэнджер
- Сценаристы: Майкл Хоган, Тру Бордман
- Операторы: Уильям Говард Грин, Милтон Р. Краснер
- Композитор: Фрэнк Скиннер

## Номинации
- Оскар — номинации (1942)[3]